# OPTEVFOR
OPTEVFOR（Operational Test and Evaluation Force, 実用試験実施機関 ）とは、航空戦闘、海上戦闘、潜水艦戦闘、C4I、暗号および宇宙戦に必要なシステムのOT&E（operational testing and evaluation, 実用試験）を実施し、海軍および国防省の調達プログラムを支援するアメリカ海軍の機関である。

## 背景
OPTEVFORの起源は、日本の神風特攻隊の攻撃が激しさを増していた、第2次世界大戦終結の数か月前までさかのぼる。1945年7月2日、日本の特攻攻撃に対抗するための装備を評価し、それを用いた戦術を生み出すため、アメリカ太平洋艦隊複合任務部隊（Composite Task Force, U.S. Atlantic Fleet）が新たに編成された。海軍中将ウィリス・A・リーに率いられたこの部隊は、多種多様な軍艦や無人機を装備していた。
第2次世界大戦終了後、アメリカ太平洋艦隊複合任務部隊は、同じように開発業務を行っていた他の艦隊部隊と統合され、1947年12月、OPDEVFOR（Operational Development Force, 運用開発部隊）と命名された。揚陸指揮艦アディロンダックを旗艦とするこの部隊は、大西洋艦隊の隷下部隊となった。1949年には、ノーフォーク海軍基地に本拠地が移設され、OT&Eの重要性増大に伴い、サンディエゴ海軍基地に所在する隷下部隊と太平洋艦隊との連携が開始された。
1946年以降、航空戦術の案出・評価を行うため、OPDEVFORの隷下に6つの航空開発飛行隊（Air Development Squadron）が創隊された。これら6つの飛行隊は、当初、第1航空開発飛行隊（ VX-1）（テールコード：XA）、第2航空開発飛行隊 （VX-2）（テールコード：XB）、第3航空開発飛行隊 （VX-3）（テールコード：XC）、第4航空開発飛行隊（VX-4）（テールコード：XF）、第5航空開発飛行隊 （VX-5）（テールコード：XE）及び第6航空開発飛行隊（VX-6）（テールコード：XD）と命名されていた。1969年1月1日、その時点まで残っていた航空開発飛行隊（VX-1、 VX-4、 VX-5およびVX-6）は、それぞれ、航空試験及び評価飛行隊へと改編された。 各部隊の部隊コードには、それぞれVXE-1、 VXE-4、 VXE-5およびVXE-6が割り当てられた。また、テールコードは、それぞれ「JA」、「JF」、「JE」および「JD」となった。
1959年5月、兵器システムおよび戦術の試験および評価の重要性が増大したことを受け、OPDEVFOR（Operational Development Force）は、OPTEVFOR（Operational Test and Evaluation Force, 実用試験実施機関 ）へと改編された。1960年、OPTEVFOR司令部は、大西洋艦隊司令部に近いターミナル・ブルーバードへと移設された。
1971年、議会及び国防総省からの国防調達プロセスに対する改善要求を受け、海軍唯一のOT&E機関に指定されたOPTEVFORは、研究・開発過程および量産決定過程により深く関与するようになった。これらの責任の増大に対応するため、OPTEVFOR司令官は、アメリカ海軍作戦部長の直接指揮を受けるようになった。
2013年、OPTEVFOR司令官は、統合参謀本部第6部長JDAT（Joint Deployable Analysis Team, 統合派遣分析チーム）とともに各運用試験機関を主導し、第11回Bold Quest合同実証試験を開催した。アメリカ合衆国以外の10か国およびアメリカ合衆国各軍種の代表者、技術チームおよび試験要員がノースカロライナ州チェリー・ポイント海兵隊航空基地に集結し、OPTEVFOR司令官と13の各機関代表とのパートナーシップの元、IFF統合装置およびイージス弾道ミサイル防護システムのモード５に関する試験を実施した。 OPTEVFOR司令官は、JDATの支援を受けつつ、IFFモード5のレベル1統合運用試験を実施し、装備品の相互運用性を確認したうえで、各軍種のプログラム担当者と調整して試験結果の細部報告書を作成し、国防総省OT&E部長に提出した。 

## 任務
OPTEVFOR司令官は、OT&Eに関する指針、技術および手続に関する指導要領、およびアメリカ海軍作戦部長の指針に基づく当該装備品または戦術の試験・評価に関する個別かつ具体的な経費割当を示す。この際、艦隊の作戦統制に関しては、アメリカ艦隊総軍司令官、アメリカ太平洋艦隊司令官およびアメリカ欧州海軍司令官の指揮を受ける。
また、海軍およびアメリカ海軍研究局のすべての研究開発プログラムを統括するとともに、アメリカ海軍作戦部長の承認の元、海軍の研究、開発、試験および評価に関するすべての技術的事項に関し各開発機関の長と直接連携する。この際、システムの評価は、試験および評価の対象となる装備品について技術的知見を有する要員をもって実施される。
さらに、OT&E業務の実施に関し、アメリカ国防総省の実用試験の方針について決定権を有する国防総省OT&E部長および各軍の実用試験実施機関との調整を図る。